# 短焰笔螺
短焰笔螺（学名：Strigatella retusa），是新腹足目笔螺科焰笔螺属的一种。主要分布于印度尼西亚、中国大陆、台湾等地，常栖息在潮间带岩礁。